# Pilseners
Pilseners és un grup català de música punk rock i oi! format a Barcelona el 1994 que des dels inicis va definir el seu estil com a «rock per la independència» amb el ferm compromís de difondre la cultura dels Països Catalans i promoure la seva independència.
El 2022 el grup va publicar No hi ha demà amb els quatre integrants originals: Raül (bateria), Dani Prim (baixista), Guifré (guitarra) i Jordi (veu), més un altre guitarrista, Joan, i un segon cantant, Marc.

## Trajectòria
Després del segon disc, Herois del nostre temps, Pilseners va aturar la seva activitat fins al 2012, quan va tornar als escenaris però sense treure noves cançons.
Gairebé deu anys després d'aquell concert de retorn a La Bàscula de Barcelona, la formació va trencar divuit anys de silenci discogràfic amb No hi ha demà, del qual presentaren com avançament dos videolyrics: «Hereus del poder» i «Crucificat». L'àlbum conté 11 nous temes enregistrats a l'EM Estudi de Terrassa per en Xavi Escribano, el bateria The Anti-Patiks, i masteritzats a Guíxols per Santi Garcia d'Ultramarinos Costa Brava. El disseny de l'àlbum és obra de Txarly Brown tot i que les il·lustracions de portada i contraportada són de Mariona Rebull i les fotografies de Carles Viñas.

## Discografia
- Pilseners (Plastic Disc, 1996)
- Acer roent (Plastic Disc, 1999)
- Herois del nostre temps (Bullanga Records, 2004)

- Early works 1995-1997 (2008)
- Live and loud (2020, compartit amb Suburban Rebels)
- No hi ha demà (Kasba Music, 2022)